# Klímovo (Leningrad)
|  | Per a altres significats, vegeu «Klímovo». |

Klímovo (en rus: Климово) és un poble de l'óblast de Leningrad, a Rússia, pertany al districte rural de Boksitogorski. El 2017 tenia 23 habitants.